# Manuel II của Bồ Đào Nha
Dom Manuel II của Bồ Đào Nha (tiếng Bồ Đào Nha phát âm: [mɐnuɛɫ]; tiếng Anh: Emmanuel II, 15 tháng 11 năm 1889 - 2 tháng 7 năm 1932), có biệt danh là "Người Ái quốc" (tiếng Bồ Đào Nha: O Patriota), hoặc "Người Bất hạnh" (tiếng Bồ Đào Nha: O Desventurado), là vị quân chủ thứ 16 và cũng là vị vua cuối cùng của Vương tộc Bragança thuộc Nhánh Bragança-Saxe-Coburgo- Gota cai trị Vương quốc Bồ Đào Nha. Ông lên ngôi sau vụ ám sát cha mình, vua Carlos I của Bồ Đào Nha, và anh trai, Luís Filipe, Vương thái tử Bồ Đào Nha. Trước khi lên ngôi ông là Công tước xứ Beja. Triều đại của Manuel II kết thúc với sự sụp đổ của chế độ quân chủ sau Cách mạng ngày 5 tháng 10 năm 1910, và ông sống phần đời còn lại của mình trong cảnh lưu vong ở Twickenham, Middlesex, Vương quốc Anh.

## Cuộc sống đầu đời

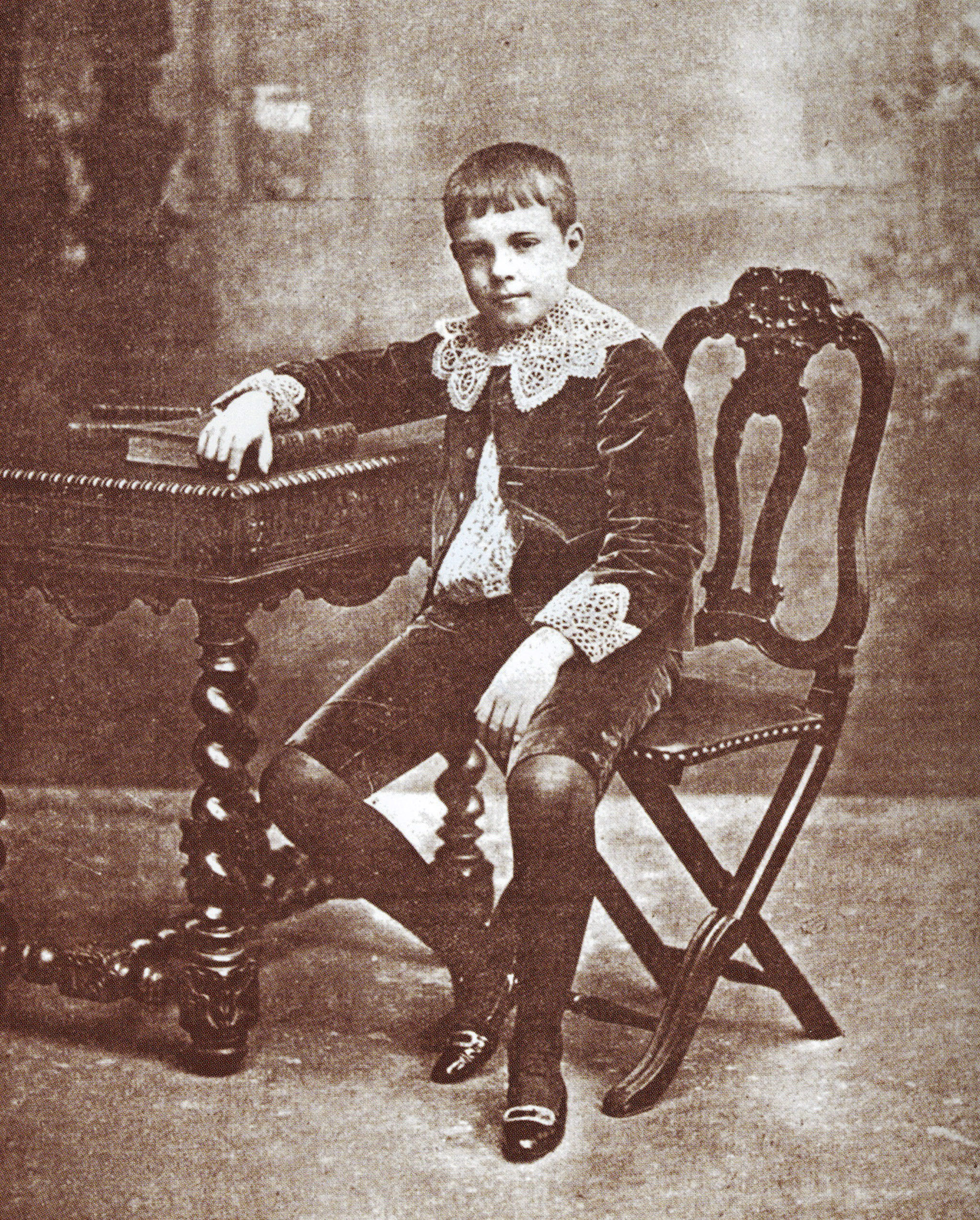
Vương tử Manuel, Công tước xứ Beja, 1901, năm ông 12 tuổi

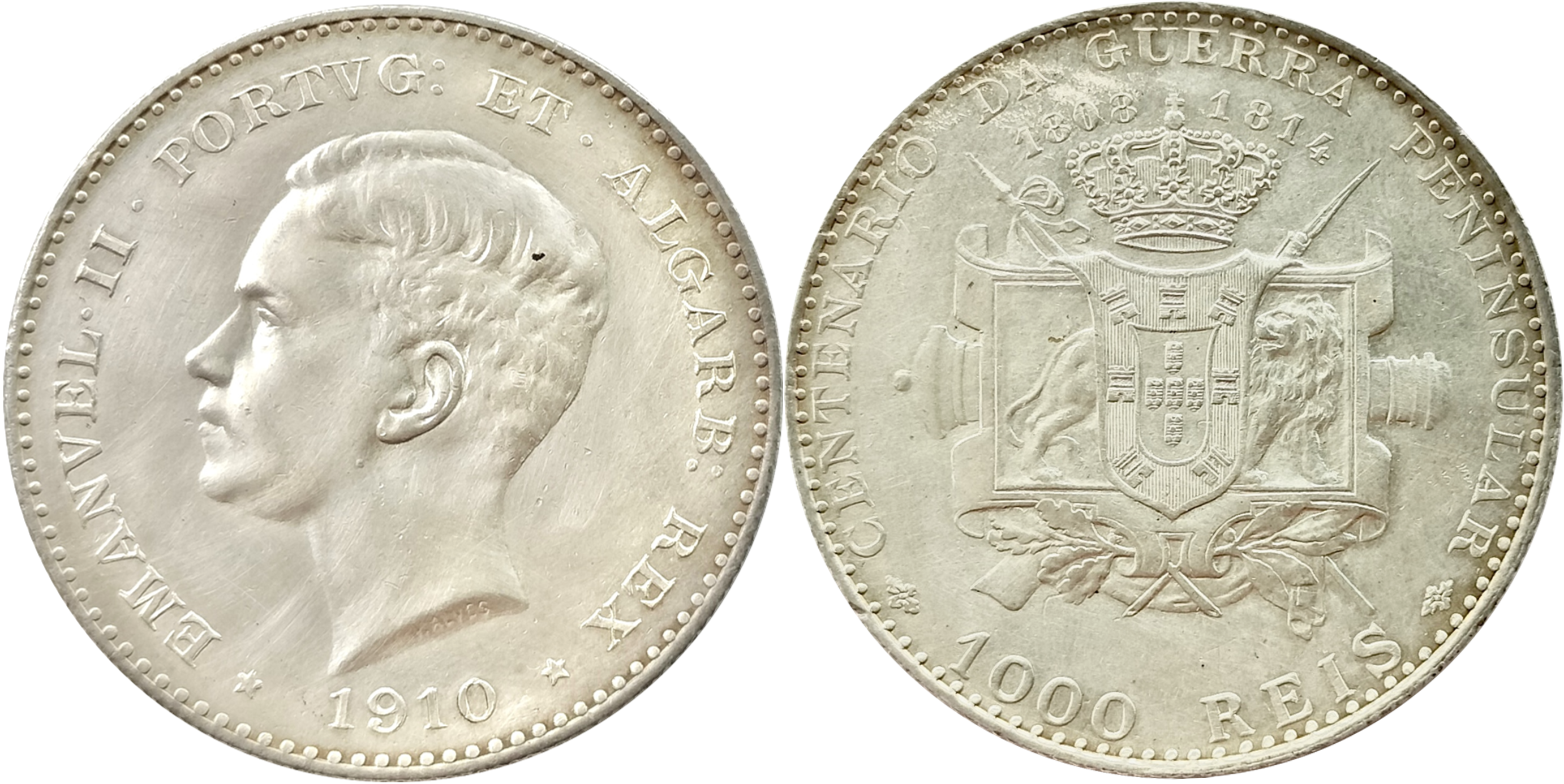
Xu bạc: 1000 reis Vương quốc Bồ Đào Nha, đúc năm 1910, kỷ niệm 100 năm Chiến tranh Bán đảo, đây là đồng xu cuối cùng được đúc bởi Hoàng gia Bồ Đào Nha

Manuel Maria Filipe Carlos Amélio Luís Miguel Rafael Gabriel Gonzaga Francisco de Assis Eugénio de Saxe-Coburgo-Gota e Bragança sinh ra tại Cung điện Belém, Lisbon, chưa đầy một tháng sau khi cha của ông, Vương tử Carlos lên ngôi vua Vương quốc Bồ Đào Nha. Ông là người con thứ ba và là con trai thứ hai của Vua Carlos và Amélie của Orléans. Ông gọi Vương tôn Philippe của Orléans, Bá tước xứ Paris là ông ngoại, vì thế Vua Louis-Philippe I của Pháp là cao tổ phụ của ông.
Manuel là một thành viên của Vương tộc Bragança, ngoài ra những huyết thống gần nhất với ông cũng đến từ Vương tộc Orléans (mẹ), Vương tộc Savoia (bà ngoại), Vương tộc Sachsen-Coburg và Gotha-Koháry (ông cố ngoại). Ông được rửa tội vài ngày sau khi sinh và ông ngoại của ông trở thành cha đở đầu. Cựu hoàng Pedro II của Brasil (nội tổ phụ của Manuel, em trai của Nữ vương Maria II) đã có mặt trong ngày sinh và lễ rửa tội của ông.
Ông nhận được nền giáo dục truyền thống như các thành viên khác trong gia đình hoàng gia. Bản thân ông không có những bận tâm về chính trị, vì ông chỉ là người thừa kế thứ 2, anh trai của ông, Thái tử Luís Filipe mới là vị vua tương lai của Bồ Đào Nha. Mặc dù Manuel được nuôi dưỡng như một thành viên của tầng lớp thượng lưu, nhưng ông được xem là một người dân túy sau khi lên ngôi, và từ bỏ nhiều nghi thức của triều đình. Ông học lịch sử và ngôn ngữ, đến năm 6 tuổi đã nói và viết được tiếng Pháp. Ông thể hiện tình yêu văn học và đọc sách, không giống như người anh trai của mình, người thích các hoạt động thể chất hơn. Sự giáo dục của Manuel bao gồm cưỡi ngựa, đấu kiếm, chèo thuyền, quần vợt và làm vườn. Ông là một người rất yêu âm nhạc, đặc biệt là Beethoven và Wagner, và chơi piano.
Khi còn nhỏ, Manuel chơi với các con của Bá tước Figueiró, Bá tước Galveias và với các gia đình khác trong Triều đình Bồ Đào Nha. Năm 1902, ông được Franz Kerausch dạy tiếng La Tinh và tiếng Đức, sau đó là cha João Damasceno Fiadeiro (dạy lịch sử Bồ Đào Nha); Marquês Leitão (dạy Toán học); M. Boeyé (dạy tiếng Pháp và văn học Pháp); Alfredo King (dạy tiếng Anh và văn học Anh), Cha Domingos Fructuoso (dạy Tôn giáo và Đạo đức) và Alexandre Rey Colaço (dạy piano).
Năm 1903, ông cùng mẹ và anh trai đến Ai Cập trên Du thuyền hoàng gia Amélia để mở rộng hiểu biết của mình về các nền văn minh cổ đại. Năm 1907, ông vào Học viện Hải quân Bồ Đào Nha.

## Ám sát ở Lisbon
Tương lai của Vương tử Manuel trong Hải quân Bồ Đào Nha đột ngột bị gác lại vào ngày 1 tháng 2 năm 1908. Vào ngày đó, gia đình hoàng gia trở về Lisboa từ Cung điện Ducal ở Vila Viçosa. Trên đường đến cung điện hoàng gia, chiếc xe chở Vua Carlos và gia đình của ông đã đi qua Terreiro do Paço, hai nhà hoạt động cách mạng cộng hòa người Bồ Đào Nha là Alfredo Luís da Costa và Manuel Buíça đã bắn vào đoàn xe. Không rõ liệu những kẻ ám sát đang cố gắng giết nhà vua, Thái tử hay thủ tướng João Franco.
Những kẻ sát nhân đã bị vệ sĩ hoàng gia bắn chết tại chỗ và được công nhận là thành viên của Đảng Cộng hòa Bồ Đào Nha. Vua bị giết; Hoàng tử Louis Filipe bị trọng thương; Manuel bị đánh vào tay; Vương hậu Amélie của Orleans không hề hấn gì. Chính suy nghĩ nhanh nhạy của Amélie đã cứu được cậu con trai nhỏ của cô. Khoảng 20 phút sau, Thái tử Luis Filipe qua đời. Những ngày sau đó, Manuel được tôn lên làm Vua của Bồ Đào Nha. Vị vua trẻ, người chưa được chuẩn bị để cai trị, đã tìm cách cứu vãn vị thế mong manh của triều đại Bragança bằng việc cách chức João Franco và toàn bộ nội các của ông vào năm 1908. Tham vọng của các đảng phái chính trị khác nhau đã khiến triều đại ngắn ngủi của Manuel trở thành một cuộc hỗn loạn. Trong cuộc bầu cử tự do được tổ chức vào ngày 28 tháng 8 năm 1910, những người cộng hòa chỉ giành được 14 ghế trong cơ quan lập pháp.

## Vua của Bồ Đào Nha và Algarves

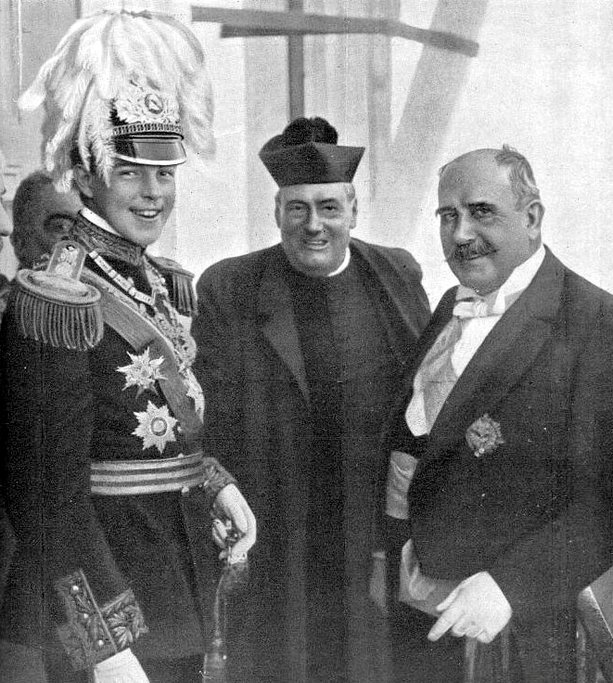
Manuel II với Thống đốc dân sự của Porto trong chuyến công du quốc gia của Nhà vua vào năm 1908.

Hành động đầu tiên của Manuel sau vụ ám sát chính là gặp Hội đồng Nhà nước và yêu cầu thủ tướng João Franco từ chức, người trước đó đã đưa ra các chính sách có thể đã gây ra thảm kịch Lisbon. Ông đã chỉ định và thành lập một chính phủ đoàn kết dân tộc, do Đô đốc Francisco Joaquim Ferreira do Amaral đứng đầu. Điều này khiến những người cộng hòa im lặng, nhưng nhìn lại thì bị coi là sự yếu kém.
Manuel khai mạc Hội nghị Hội đồng Hoàng gia vào ngày 6 tháng 5 năm 1908 với sự hiện diện của các đại diện quốc gia, và khẳng định sự ủng hộ của mình đối với Hiến pháp. Nhà vua nhận được sự đồng cảm của công chúng, do cái chết của cha và anh trai của ông. Anh được bảo vệ bởi mẹ của mình, Amélie, và tìm kiếm sự hỗ trợ của chính trị gia giàu kinh nghiệm José Luciano de Castro. Manuel tin rằng sự can thiệp của Vua cha Carlos vào chính phủ chính là một lý do cho các sự kiện của năm 1908, vì thế ông tuyên bố rằng bản thân mình sẽ trị vì đất nước như một quân chủ lập hiến, chứ không cai trị dưới hình thức chuyên chế.
Về phần mình, Nhà vua mới cố gắng tăng cường kết nối của chế độ quân chủ với các thần dân của nó. Nhà vua đã đến thăm một số khu vực của đất nước. Các chuyến đi của ông bao gồm các điểm dừng ở Porto, Braga, Viana do Castelo, Oliveira de Azeméis, Santo Tirso, Vila Nova de Gaia, Aveiro, Guimarães, Coimbra và Barcelos. Trong những chuyến viếng thăm này, thần dân của ông đã bị vị vua trẻ tuổi hớp hồn, và ông đã được đón tiếp nồng nhiệt. Vào ngày 23 tháng 11, Manuel đã đi đến Espinho trên tuyến đường sắt Vale do Vouga. Trên hành trình của mình, ông đã hòa nhập với mọi người bằng tính cách hiền lành và ngoan đạo của mình.
Tuy nhiên, ông không được lòng những người cộng hòa. Một trong số họ, João Chagas, nhà báo và nhà tuyên truyền chống chế độ quân chủ của Đảng Cộng hòa, đã cảnh báo Quốc vương về những vấn đề sẽ phát triển khi ông tuyên bố:
"... Điện hạ còn quá trẻ, bước đến một thế giới quá già"

## Các vấn đề xã hội

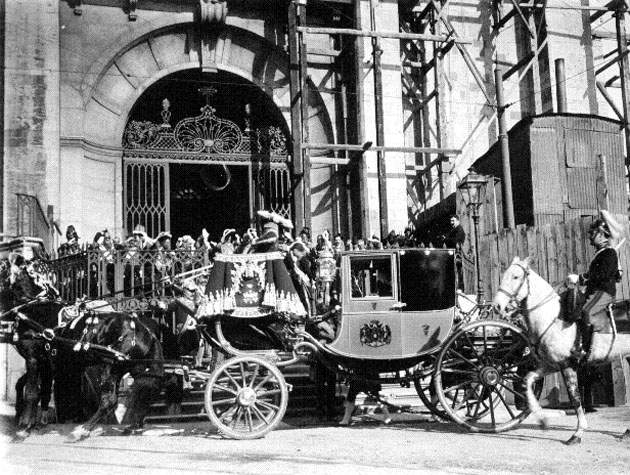
Vua Manuel II trong đám rước hoàng gia tới lễ khai mạc chính thức Bồ Đào Nha Cortes ở Lisbon; Năm 1908.

Trong suốt thế kỷ XIX, nhiều trí thức và chính trị gia bận tâm đến sự lớn mạnh của giai cấp vô sản thành thị do hậu quả của Cách mạng Công nghiệp. Ở Vương quốc Bồ Đào Nha, do mức độ công nghiệp hóa thấp hơn, nên đây không phải là một câu hỏi quan trọng, nhưng nó đã trở nên trầm trọng hơn bởi một cuộc khủng hoảng kinh tế và Đảng Cộng hòa tin rằng một nước cộng hòa sẽ giải quyết được các vấn đề. Đây là Questão Social (câu hỏi xã hội) của thời đại.
Đảng Xã hội Bồ Đào Nha đã tồn tại từ năm 1875, nhưng nó chưa bao giờ có đại diện trong Nghị viện. Điều này không chỉ vì nó không được phổ biến, mà còn vì Đảng Cộng hòa Bồ Đào Nha từ lâu đã là kênh chính gây ra sự đối trọng trong hệ thống chính trị. Nhà vua đã thực hiện một số động thái không vi phạm các hạn chế trong hiến pháp của ông, nhưng đã tạo động lực cho Đảng Xã hội giảm bớt sự ủng hộ của họ đối với Đảng Cộng hòa. Năm 1909, Manuel mời nhà xã hội học người Pháp, Léon Poinsard, đến xem xét môi trường xã hội và báo cáo lại cho ông. Poinsard đã viết rằng cách duy nhất để chống lại chủ nghĩa thân hữu, được tạo ra bởi hệ thống các chính quyền luân phiên, sẽ là tổ chức lại các cơ quan hành chính địa phương. Một cách nhiệt tình, Nhà vua đã viết thư cho Chủ tịch Hội đồng Bộ trưởng Wenceslau de Sousa Pereira de Lima, để nói với ông ấy về việc tổ chức lại Đảng Xã hội (dưới thời Alfredo Aquiles Monteverde) và nhắc nhở ông về tầm quan trọng của việc làm việc với những người theo chủ nghĩa xã hội, "... để chúng tôi loại bỏ những người ủng hộ họ khỏi Đảng Cộng hòa, và định hướng họ thành một lực lượng hữu ích và hiệu quả."
Bất chấp các cuộc tiếp xúc của chính phủ Artur Alberto de Campos Henriques với Đảng Xã hội, Azedo Gneco, Venceslau de Lima cho rằng điều này là khó khăn sau khi Quốc hội Nacional Operário, bị những người theo chủ nghĩa vô chính phủ và cộng hòa tẩy chay. Về phần mình, những người theo chủ nghĩa Xã hội nhiệt tình ủng hộ Hoàng gia giữa Manuel và Aquiles Monteverde. Monteverde sau đó đã thông báo với Nhà vua về sự thất bại của đại hội công đoàn tháng 10 năm 1909, nhưng rất ít được chính thức hóa giữa các nhà xã hội chủ nghĩa và chính phủ, mặc dù họ ủng hộ công việc của Poinsard. Trong chính phủ của António Teixeira de Sousa, vào tháng 7 năm 1910, chính phủ đã thành lập một ủy ban nghiên cứu việc thành lập Instituto de Trabalho Nacional ("Viện Công tác Quốc gia"), có ba nhà xã hội chủ nghĩa và trong đó có Azedo Gneco. Tuy nhiên, Aquiles Monteverde đã phàn nàn rằng ủy ban thiếu các nguồn lực để hoạt động hiệu quả: cụ thể là các thành viên thường trực và phương tiện di chuyển không giới hạn, để những người theo chủ nghĩa xã hội quảng bá tuyên truyền của họ. Manuel II đã thông báo cho chính phủ, thông qua Bộ trưởng Bộ Công chính, rằng ông đồng ý với việc thành lập Instituto de Trabalho Nacional, nhưng đến tháng 9, đã quá muộn đối với chế độ quân chủ lập hiến.
Trong thời gian trị vì của mình, nhà vua đã đến thăm nhiều vùng phía Bắc Bồ Đào Nha, ngoài Tây Ban Nha, Pháp và Vương quốc Anh, nơi ông được phong tước Hiệp sĩ Dòng Garter, vào tháng 11 năm 1909. Ông đã xây dựng một chính sách đối ngoại tiến gần với Vương quốc Anh, đó không chỉ là chiến lược địa chính trị mà cha ông đã duy trì, mà nó còn củng cố vị trí của ông trên ngai vàng bằng cách có một đồng minh mạnh mẽ. Triều đình Manuel cũng xem việc kết hôn của Vương tộc Braganza với một công chúa Anh sẽ đảm bảo sự bảo vệ của Vương quốc Anh trong bất kỳ cuộc xung đột nào sắp xảy ra đe doạ vương quyền của Bồ Đào Nha. Nhưng, sự bất ổn của đất nước, vụ ám sát Vua và Hoàng tử hoàng gia, và các cuộc đàm phán kéo dài kết thúc với cái chết của Edward VII của Anh, đã kết thúc những giả thuyết này. Vị quốc vương cũ của Anh, một người bạn cá nhân của Carlos, lẽ ra sẽ là người bảo vệ tuyệt vời cho Nhà Braganza, và nếu không có ông thì chính phủ tự do của Anh không có hứng thú với việc duy trì chế độ quân chủ của Bồ Đào Nha.

## Cách mạng

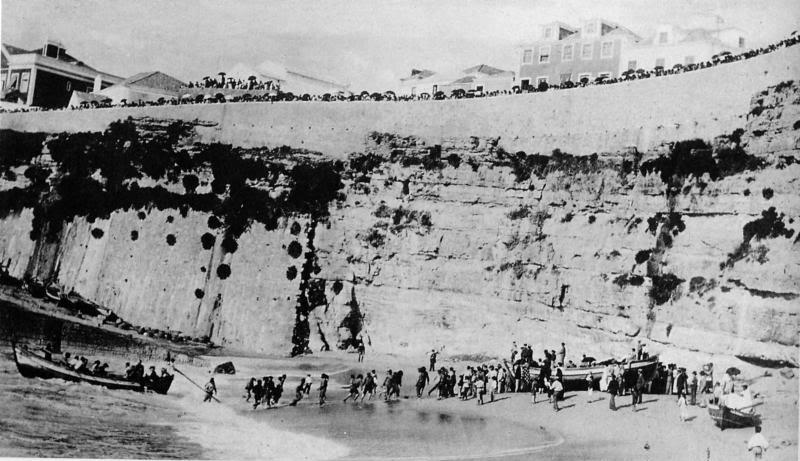
Manuel II và Hoàng gia Bồ Đào Nha sống sót sau cuộc cách mạng bằng cách chạy trốn trên du thuyền hoàng gia từ bãi biển bên dưới vách đá tại Ericeira.

Sự ổn định của chính phủ xấu đi; bảy chính phủ được thành lập và sụp đổ trong khoảng thời gian 24 tháng. Các đảng theo chủ nghĩa quân chủ tiếp tục phân mảnh, trong khi Đảng Cộng hòa tiếp tục giành được vị thế. Cuộc bầu cử lập pháp vào ngày 28 tháng 8 năm 1910 đã bầu ra 14 đại biểu mới (dẫn đến một quốc hội bị chia rẽ: 9% Đảng Cộng hòa, 58% Chính phủ và 33% Đối lập) đã giúp ích cho sự nghiệp cách mạng, nhưng điều này ít được coi trọng kể từ sau Đại hội Setúbal (trên 24–25 tháng 4 năm 1909) đã xác định rằng Đảng Cộng hòa sẽ nắm quyền bằng vũ lực. Việc sát hại một thành viên cộng hòa nổi tiếng đã dẫn đến cuộc đảo chính đã kéo dài rất lâu sau đó.
Từ ngày 4 đến ngày 5 tháng 10 năm 1910, Cách mạng Cộng hòa nổ ra trên đường phố Lisbon. Bắt đầu bằng một cuộc đảo chính quân sự bởi binh lính, được tham gia bởi một số dân thường và lính canh thành phố tấn công các đơn vị đồn trú trung thành và cung điện hoàng gia, trong khi súng từ tàu tuần dương NRP Adamastor được bổ sung vào cuộc pháo kích. Cung điện Necessidades (khi đó là nơi ở chính thức của vua Manuel) bị bắn phá, buộc nhà vua phải chuyển đến Cung điện Quốc gia Mafra, nơi ông gặp mẹ mình, Thái hậu Amélia, và bà của anh, Vương thái hậu Maria Pia. Có rất ít phản ứng phổ biến rõ ràng đối với những sự kiện này: những bức ảnh chụp từ quảng trường trước Tòa thị chính ở Lisbon, nơi diễn ra lễ tuyên bố Cộng hòa, không cho thấy sự đông đảo, và thậm chí một số người trong quân đội còn lo sợ rằng hành động của họ sẽ không thành công. Một chỉ huy của quân cộng hòa, Đô đốc Cândido dos Reis, thậm chí đã tự sát khi tin rằng các sự kiện đã không thành công.
Một ngày sau, khi những người Cộng hòa đã chắc chắn kiếm soát được Bồ Đào Nha, Vua Manuel quyết định bắt đầu lên du thuyền hoàng gia Amélia IV từ Ericeira đến Porto. Không rõ liệu các cố vấn có thúc đẩy Manuel thay đổi ý định hay không hay liệu nhà vua có bị buộc phải thay đổi điểm đến trên đường đi hay không, nhưng Hoàng gia xuống tàu ở Gibraltar ngay sau đó, sau khi họ nhận được thông báo rằng Porto đã bị chiếm bởi Đảng Cộng hòa. Cuộc đảo chính hoàn tất, và Hoàng gia lên đường đi lưu vong, đến Vương quốc Anh, nơi ông được Vua George V của Anh tiếp đón.

## Đời sống riêng tư

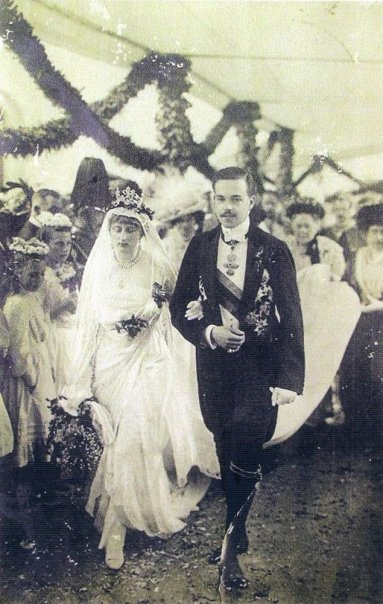
Đám cưới của Manuel II và Augusta Victoria tại Lâu đài Sigmaringen.

Trong chuyến thăm Paris vào tháng 7 năm 1909, Nhà vua gặp Gaby Deslys, một nữ diễn viên kiêm vũ công, và ngay lập tức họ bắt đầu mối quan hệ kéo dài cho đến cuối triều đại của Manuel II. Người ta cho rằng sau cuộc gặp gỡ đầu tiên này, Nhà vua đã gửi cho Deslys một chiếc vòng cổ bằng ngọc trai trị giá 70.000 đô la: ngay sau cũng đã tặng thêm nhiều món quà khác, bao gồm một chiếc vòng cổ kim cương với những hạt ngọc trai đen và trắng được đặt trong một dải bạch kim. Mối quan hệ của họ tồn tại sự kín đáo trong Bồ Đào Nha, vì Gaby Deslys sẽ đóng vai tình cờ đi ngang qua Bồ Đào Nha để gặp nhà vua, trong khi đó ở nước ngoài, những thông tin này lại xuất hiện trên trang nhất của các tờ báo ở châu Âu và Bắc Mỹ, đặc biệt là sau khi ông bị phế truất. Trong các cuộc phỏng vấn trước công chúng, thường là trong các chuyến du lịch, Gaby Deslys không bao giờ phủ nhận mối quan hệ với nhà vua, nhưng luôn từ chối bình luận về mối quan hệ. Sau cuộc sống lưu vong của nhà vua, họ vẫn tiếp tục gặp nhau, đặc biệt là trong khi cô có những buổi biểu diễn trên sân khấu ở London. Khi Gaby chuyển đến New York, vào mùa hè năm 1911, mối quan hệ của họ đã tan vỡ.
Vào mùa xuân năm 1912, Manuel đến thăm Thụy Sĩ, nơi ông gặp Công chúa Augusta Victoria của Hohenzollern (1890–1966), con gái của William, Thân vương xứ Hohenzollern, và có ấn tượng sâu sắc về cô. Họ là anh em họ thứ hai, đều là chắt của Nữ vương Maria II. Vào năm sau, vào ngày 4 tháng 9 năm 1913, Manuel kết hôn với Augusta Victoria. Trong thánh lễ, được cử hành tại Nhà nguyện của Lâu đài Sigmaringen, Manuel, đeo Huân chương Garter và huy chương và tấm thắt lưng của Ba mệnh lệnh Bồ Đào Nha, đứng trên một thùng chứa đất được mang từ Bồ Đào Nha. Buổi lễ được tiến hành bởi Đức Hồng Y José Sebastião de Almeida Neto, Thượng phụ Lisbon, sau đó bị lưu đày ở Seville, người đã rửa tội cho Manuel khi còn là một hoàng tử trẻ; Manuel cũng được hỗ trợ bởi Thân vương xứ Wales (Edward VIII) và Vua Alfonso XIII của Tây Ban Nha, cũng như đại diện của các hoàng gia châu Âu (bao gồm Tây Ban Nha, Đức, Ý, Pháp và Romania, ngoài các công quốc và vương quốc ở Đức). Sau lễ hội kéo dài hai ngày, cặp đôi đi hưởng tuần trăng mật tại Munich, nơi Công nương bị ốm. Cuộc hôn nhân, một sự kết hợp êm đềm và thanh bình, kéo dài cho đến khi cựu vương qua đời; cặp vợ chồng không có con.